# Affaire de l'établissement préscolaire McMartin
L’affaire de l’établissement préscolaire McMartin est une affaire judiciaire américaine se déroulant entre 1983 et 1990. Elle met en cause l’établissement préscolaire McMartin de Los Angeles, suspecté de couvrir des abus sexuels ritualisés satanistes pratiqués de façon généralisée. Ces accusations finissent par être considérées comme infondées.

## Téléfilm
- Le Silence des innocents de Mick Martin, 1995, avec James Woods et Henry Thomas.